# BRD – Groupe Société Générale
BRD – Groupe Société Générale S.A. ist eine rumänische Bank mit Firmensitz in Bukarest, die zum französischen Unternehmen Société Générale gehört. Das Unternehmen ist im Aktienindex BET-20 gelistet.
Das Unternehmen wurde 1923 gegründet.
Im Jahr 1999 wurde die bis zu diesem Zeitpunkt der rumänischen Regierung gehörige Bank Banca Română pentru Dezvoltare (Rumänische Entwicklungsbank) von der Société Générale erworben und nach dem Erwerb in BRD – Groupe Société Générale umbenannt.
2008 hatte die Bank rund 2,3 Millionen Kunden und über 930 Zweigstellen in Rumänien.

## Struktur
- BRD – Groupe Société Générale S.A.
  - BRD Sogelease IFN S.A.
  - BRD Finance IFN S.A.
  - BRD Corporate Finance
  - BRD Asset Management SAI
  - ALD Automotive S.R.L.
  - ECS S.A.

## Sponsoring
Die BRD – Groupe Société Générale sponserte in Rumänien jegliche Tennisturniere der ATP World Tour und der ATP Challenger Tour. Dazu gehörten folgende:
- BRD Năstase Țiriac Trophy
- BRD Arad Challenger
- BRD Brașov Challenger
- BRD Timișoara Challenger
- BRD Sibiu Challenger

Aktuell wird lediglich noch das Turnier in Sibiu jährlich gespielt, das aber auch nicht mehr von BRD gesponsert wird.